# Echte Bandikutratte
Die Echte oder Große Bandikutratte (Bandicota indica) ist eine Nagetierart innerhalb der Bandikutratten, die in Süd- und Südostasien vorkommt.

## Merkmale
Die Art erreicht eine Kopf-Rumpf-Länge von 18,8 bis 32,8 Zentimetern und eine Schwanzlänge von 19 bis 28 Zentimetern. Das Gewicht variiert zwischen 500 und 1000 Gramm. Die Hinterfußlänge beträgt 46 bis 60 Millimeter, die Ohrlänge 25 bis 33 Millimeter. Es handelt sich damit um eine sehr große Ratte und die größte Art der Bandikutratten. Das Fell ist rau und struppig. Es ist dunkel schwarzbraun und von langen und rauen schwarzen Deckhaaren entlang der Rückenlinie durchsetzt. Die Körperseiten sind braungrau, die Bauchseite dunkel graubraun. Der Schwanz ist verdickt und etwas kürzer als die Körperlänge. Er ist einfarbig dunkelbraun bis fast schwarz und mit kurzen steifen Haaren bedeckt. Die Oberseiten der Hände und Füße sind dunkel schwarzbraun, die Klauen sind blassbraun und zum Graben vergrößert. Die Weibchen besitzen 6 Paar Zitzen.

## Verbreitung
Das Verbreitungsgebiet der Echten Bandikutratte erstreckt sich über Süd- und Südostasien. Es reicht vom größten Teil Indiens, Nepal und dem Süden der Volksrepublik China über Sri Lanka, Bangladesch, Myanmar, Thailand, Laos, Kambodscha und Vietnam. In China kommt die Art in den Provinzen Yunnan, Sichuan, Fujian und Guangdong vor, außerdem lebt sie auf den Inseln Taiwan und Cát Bà. Daneben wurde die Art durch den Menschen in den Norden Malaysias, wo sie in Kedah und Perlis vorkommt, und nach Indonesien auf die Insel Java eingeführt. Ob auch Populationen in anderen Gebieten, etwa die auf Taiwan, durch Verschleppung begründet wurden, ist unklar. Die Höhenverbreitung reicht bis etwa 1500 Meter.

## Lebensweise
Die Echte Bandikutratte lebt im Bereich menschlicher Behausungen und Siedlungen und kommt in landwirtschaftlich genutzten Flächen, in Siedlungen und auch in Städten vor. Die Tiere bauen große Erdbaue auf Sandbänken, in Reisfelddämmen und an Feldrändern. Sie sind nachtaktiv und bevorzugen wassernahe Habitate und sind vor allem in Reisfeldern des Flachlands anzutreffen. Den Tag verbringen sie in ihren Bauen und verlassen diesen nach der Abenddämmerung, um in der Nacht nach Nahrung zu suchen. Die Tiere sind Allesfresser (omnivor) und ernähren sich sowohl von tierischer Nahrung wie Schnecken, Krebstieren, Insekten und Würmern sowie von pflanzlicher Nahrung wie Früchten, Samen, Knollen und Wurzeln, Zuckerrohr, Reis und Blättern.
Der Wurf der Ratten besteht aus fünf bis sieben Jungtieren, die ihre Geschlechtsreife nach etwa 170 Tagen erlangen. Gefangene und aufgeschreckte Tiere werden als aggressiv beschrieben.

## Systematik
Die Echte Bandikutratte wird als eigenständige Art innerhalb der Gattung der Bandikutratten (Bandicota) eingeordnet, die aus drei Arten besteht. Die wissenschaftliche Erstbeschreibung stammt von Johann Matthäus Bechstein aus dem Jahr 1800, der die Art anhand von Individuen aus Puducherry im Süden Indiens beschrieb.
Innerhalb der Art werden keine Unterarten unterschieden.

## Status, Gefährdung und Schutz
Die Echte Bandikutratte ist als Landwirtschaftsschädling bekannt. Der Bestand gilt als stabil und in einigen Gebieten werden die Vorkommen als sehr zahlreich beschrieben. Als an menschliche Aktivitäten angepasste Art haben sich die Bestände und auch die Verbreitungsgebiete dank der Ausdehnung der Landwirtschaft vergrößert. Die Art wird entsprechend von der International Union for Conservation of Nature and Natural Resources (IUCN) als „nicht gefährdet“ (Least Concern) gelistet wird. Begründet wird dies durch die sehr weite Verbreitung und die hohen Bestandszahlen sowie die gute Anpassungsfähigkeit an zahlreiche und menschlich beeinflusste Habitate.